# 木枯しに抱かれて (松山千春のアルバム)
『木枯しに抱かれて』（こがらしにだかれて）は、1980年11月21日にリリースされた松山千春の6枚目のオリジナル・アルバムである。

## 解説
- 1993年には日本コロムビアより松山千春オリジナル・アルバム・コレクションVol.02として再リリース。
- 先行シングル「人生の空から」とそのカップリングの「海を見つめて」「雨の夜」「こいごころ」は全て未収録。

## 楽曲解説
「北風の中」は、1982年に火野正平が「北風の中…」としてカバーした。

## 収録曲
| 全作詞・作曲: 松山千春、全編曲: 大原茂人。 |                      |          |            |      |
| #                                          | タイトル             | 作詞     | 作曲・編曲 | 時間 |
| 1.                                         | 「北風の中」         | 松山千春 | 松山千春   | 4:20 |
| 2.                                         | 「涙の向こうに」     | 松山千春 | 松山千春   | 5:01 |
| 3.                                         | 「うぬぼれ」         | 松山千春 | 松山千春   | 2:33 |
| 4.                                         | 「木枯しに抱かれて」 | 松山千春 | 松山千春   | 4:47 |
| 5.                                         | 「私の明日には」     | 松山千春 | 松山千春   | 4:19 |
| 合計時間:                                  | 合計時間:            | 21:00    |            |      |

| 全作詞・作曲: 松山千春、全編曲: 大原茂人。 |                  |          |            |      |
| #                                          | タイトル         | 作詞     | 作曲・編曲 | 時間 |
| 1.                                         | 「炎」           | 松山千春 | 松山千春   | 4:53 |
| 2.                                         | 「ラブ・ソング」 | 松山千春 | 松山千春   | 3:18 |
| 3.                                         | 「夕焼け」       | 松山千春 | 松山千春   | 3:20 |
| 4.                                         | 「子守唄」       | 松山千春 | 松山千春   | 5:07 |
| 5.                                         | 「悲しい時には」 | 松山千春 | 松山千春   | 6:25 |
| 合計時間:                                  | 合計時間:        | 23:03    |            |      |